# Procliano (conde)
Procliano (em latim: Proclianus) foi um oficial administrativo romano do século IV, ativo no Oriente e África durante o reinado do imperador Constâncio II (r. 337–361). Com base numa lei preservada no Código de Teodósio, T. D. Barnes sugere que talvez tenha exercido a função de conde das sagradas liberalidades em 356 ou 357.
Segundo outras duas lei fragmentadas, emitidas em Constantinopla e referentes a pagamentos de tributos, é possível supor que exerceu a função de procônsul da África em 359/360.